# Крібштайн
Крібштайн (нім. Kriebstein) — громада в Німеччині, розташована в землі Саксонія. Входить до складу району Середня Саксонія.
Площа — 31,00 км2. Населення становить 2058 ос. (станом на 31 грудня 2020).